# اشتانس (تیرول)
اشتانس تیرول (به آلمانی: Stans) یک منطقهٔ مسکونی در اتریش است که در شواس واقع شده‌است. اشتانس تیرول ۲۰٫۱ کیلومتر مربع مساحت دارد ۵۶۳ متر بالاتر از سطح دریا واقع شده‌است.

## خواهرخوانده
شهر سن پیترو این کاریانو خواهرخواندهٔ اشتانس تیرول هست.